# Gesonia mesoscota
Gesonia mesoscota är en fjärilsart som beskrevs av George Francis Hampson 1904. Gesonia mesoscota ingår i släktet Gesonia och familjen nattflyn. Inga underarter finns listade i Catalogue of Life.